# Aphirape
Aphirape C. L. Koch, 1850 è un genere di ragni appartenente alla famiglia Salticidae.

## Distribuzione
Le 8 specie oggi note di questo genere sono diffuse in America meridionale, in modo particolare in Argentina

## Tassonomia
Questo genere era incluso in Euophrys C.L. Koch, 1834; è assurto al suo rango dopo uno studio dell'aracnologa Galiano del 1981.
A maggio 2010, si compone di otto specie:
- Aphirape ancilla (C. L. Koch, 1846)[2] — Brasile
- Aphirape boliviensis Galiano, 1981 — Bolivia, Argentina
- Aphirape flexa Galiano, 1981 — Argentina, Uruguay
- Aphirape gamas Galiano, 1996 — Brasile, Argentina
- Aphirape misionensis Galiano, 1981 — Argentina, Brasile
- Aphirape riojana (Mello-Leitão, 1941) — Argentina
- Aphirape riparia Galiano, 1981 — Argentina
- Aphirape uncifera (Tullgren, 1905) — Argentina